# Centralism democratic

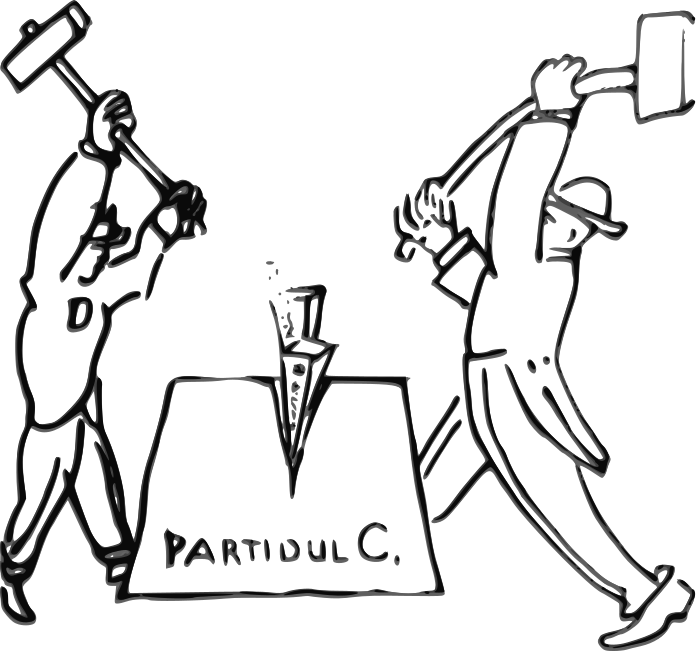
Caricatură antifracționistă a secției din exil a Partidului Comunist Român, decembrie 1931

Centralismul democratic este principiul organizatoric al statelor socialiste (adesea numite state comuniste) și al majorității partidelor comuniste. În practică, centralismul democratic înseamnă că deciziile politice la care se ajunge prin vot sunt obligatorii pentru toți membrii partidului politic. Este asociat în principal cu leninismul, în care avangarda politică a partidului, formată din revoluționari, practică centralismul democratic pentru a selecta liderii și oficialii, pentru a determina politica și pentru a o executa. 
Centralismul democratic a fost asociat în primul rând cu partidele marxist-leniniste și troțkiste, dar a fost practicat ocazional și de alte partide socialist-democratice și social-democrate. Cercetătorii au discutat dacă centralismul democratic a fost implementat în practică în Uniunea Sovietică și în China comunistă, subliniind luptele violente pentru putere, manevrele politice ascunse, antagonismele istorice și politica de prestigiu personal în aceste state.
Statele socialiste, cum ar fi fosta Uniune Sovietică și China contemporană, au făcut din centralismul democratic principiul organizatoric al statului, iar principiul puterii politice fiind puterea unipersonală.

## Punerea în practică a centralismului democratic
În cadrul reuniunilor de partid, se propune o moțiune (o nouă politică sau un amendament, un obiectiv, un plan sau orice alt tip de chestiune politică). După o perioadă de dezbatere, se votează. În cazul în care un vot câștigă în mod clar (obținând o cotă de cel puțin 60% dintre două opțiuni, de exemplu), se așteaptă ca toți membrii de partid să urmeze decizia respectivă și să nu mai continue dezbaterea. Scopul este de a evita ca deciziile să fie subminate de participanți ale căror opinii sunt minoritare. În dezvoltarea socialismului în Uniunea Sovietică și în China, a fost pusă în aplicare ca răspuns la evoluțiile politice rapide, care necesitau mecanisme mai rapide de luare a deciziilor.

Înainte și după ce o chestiune a fost votată și a fost pusă în aplicare, sunt permise discuțiile și criticile sub toate formele. Odată ce o rezoluție este în curs de acțiune, discuțiile și criticile care pot perturba unitatea în realizarea acțiunii sunt interzise, pentru a se asigura că acțiunea nu este perturbată. În mai multe state socialiste, au fost adoptate și practici conexe pentru a asigura libertatea de discuție, cum ar fi inițiativa lui Mao „Nu dați vina pe vorbitor”.

## Concepția și practica lui Lenin
Textul Ce-i de făcut? din 1902 este considerat în de obicei ca fiind textul fondator al centralismului democratic. La acea vreme, centralismul democratic era văzut în general ca un set de principii pentru organizarea unui partid muncitoresc revoluționar. Cu toate acestea, modelul lui Vladimir Ilici Lenin pentru un astfel de partid, despre care a discutat în repetate rânduri ca fiind „centralist democratic”, a fost Partidul Social Democrat din Germania, inspirat de observațiile făcute de social-democratul Jean Baptista von Schweitzer⁠(d). Lenin a descris centralismul democratic ca constând în „libertatea de discuție, unitatea de acțiune”
Doctrina centralismului democratic a fost una dintre motivele divizării dintre bolșevici și menșevici. Menșevicii au susținut o disciplină de partid mai lejeră în cadrul Partidului Social-Democrat al Muncii din Rusia în 1903, așa cum a susținut Lev Troțki în Sarcinile noastre politice. În ciuda acestor convingeri, Troțki avea să se alăture bolșevicilor în 1917.
Cel de-al șaselea Congres de partid al Partidului Social-Democrat al Muncii din Rusia (bolșevic), care a avut loc la Petrograd între 26 iulie și 3 august 1917, a definit centralismul democratic după cum urmează:
1. toate organele de conducere ale partidului, de sus până jos, vor fi alese.
2. organele de partid vor da socoteală periodică de activitatea lor organizației de partid respective.
3. să existe o disciplină de partid strictă și să existe o subordonare a minorității față de majoritate.
4. toate deciziile organelor superioare sunt absolut obligatorii pentru organele inferioare și pentru toți membrii de partid.[9].

După consolidarea cu succes a puterii de către Partidul Comunist în urma Revoluției din Octombrie și a Războiului Civil, conducerea bolșevică, inclusiv Lenin, a instituit o interdicție privind facțiunile în partid prin ca Rezoluția nr. 12 a celui de-al 10-lea Congres al partidului din 1921. Aceasta a fost adoptată în sesiunea de dimineață din 16 martie 1921. Troțkiștii pretind uneori că această interdicție trebuia să fie temporară, dar în discuțiile de la cel de-al 10-lea Congres al partidului nu există niciun text care să sugereze acest lucru.
Grupul Centralismului Democratic a fost un grup din cadrul Partidului Comunist Sovietic care susținea diferite concepte de democrație de partid.
În Despre unitatea partidului, Lenin a susținut că centralismul democratic previne fracționismul. El a susținut că fracționismul duce la relații mai puțin prietenoase între membri și că poate fi exploatat de dușmanii partidului. Lenin a scris despre centralismul democratic că „implică libertatea universală și deplină de a critica, atâta timp cât aceasta nu tulbură unitatea unei acțiuni definite; el exclude orice critică care perturbă sau îngreunează unitatea unei acțiuni decise de partid”.
Până în perioada Brejnev, centralismul democratic a fost descris în Constituția Uniunii Sovietice din 1977 ca principiu de organizare a statului: „Statul sovietic este organizat și funcționează pe baza principiului centralismului democratic, și anume a electivității tuturor organelor autorității de stat, de la cel mai mic la cel mai mare, a responsabilității acestora în fața poporului și a obligației organelor inferioare de a respecta deciziile celor superioare”.

## Uniunea Sovietică
În cea mai mare parte a perioadei dintre epoca lui Stalin și anii 1980, principiul centralismului democratic a însemnat că Sovietul Suprem, deși învestit teoretic cu mari puteri legislative, nu a făcut mai mult decât să aprobe deciziile deja luate la cel mai înalt nivel al Partidului Comunist. Atunci când Sovietul Suprem nu era în sesiune, Prezidiul Sovietului Suprem îi îndeplinea funcțiile curente. De asemenea, acesta avea puterea de a emite decrete cu putere de lege. În mod oficial, dacă astfel de decrete nu erau ratificate la următoarea sesiune a Sovietului Suprem, acestea erau considerate revocate. Cu toate acestea, ratificarea era, de obicei, o simplă formalitate, deși, ocazional, nici măcar această formalitate nu era respectată. Astfel, deciziile luate de liderii de vârf ai partidului aveau de facto forță de lege.
Principiul centralismului democratic s-a extins și la alegerile din Uniunea Sovietică. Toate țările socialiste erau - fie de jure, fie de facto - state monopatide. În cele mai multe cazuri, alegătorilor li se prezenta o singură listă de candidați, fără candidați de opoziție, care, de obicei, obținea 90% sau mai mult din voturi.

## China
Practica leninistă a centralismului democratic a fost introdusă în perioada Republica Chineză în Kuomintang în 1923. Acesta a fost aliat cu Partidul Comunist Chinez în timpul Perioadei dictatorilor militari și a primit sprijin din partea Uniunii Sovietice. Structurile organizatorice ale Kuomintangului vor rămâne în vigoare până la democratizarea în Taiwanului în anii 1990 și vor servi ca bază structurală a mai multor partide politice taiwaneze, precum Partidul Democrat Progresist

Centralismul democratic este enunțat și în articolul 3 din actuala constituție a Chinei:
Articolul 3. Organele de stat ale Republicii Populare Chineze aplică principiul centralismului democratic. Congresul Național al Poporului și congresele populare locale de la diferite niveluri sunt instituite prin alegeri democratice. Acestea sunt responsabile în fața poporului și se supun supravegherii acestuia. Toate organele administrative, judiciare și de procuratură ale statului sunt create de congresele populare, în fața cărora sunt responsabile și sub a căror supraveghere funcționează. Împărțirea funcțiilor și a competențelor între organele centrale și locale ale statului este ghidată de principiul de a da frâu liber inițiativei și entuziasmului autorităților locale sub conducerea unitară a autorităților centrale
.
Această idee se traduce prin supremația Congresului Național al Poporului, care reprezintă cetățenii Chinei și exercită autoritatea legislativă în numele acestora. Alte puteri, inclusiv puterea de a numi șeful statului și șeful guvernului, sunt, de asemenea, investite în acest organism.

## Vietnam
Partidul Comunist Vietnamez  este organizat în conformitate cu principiul leninist al centralismului democratic. Conform regulamentelor partidului, centralismul democratic se realizează după următoarele reguli:
1. Organele de conducere ale partidelor la toate nivelurile sunt alese prin vot. Se practică conducerea colectivă cu responsabilitate individuală.
2. Cel mai înalt organism de conducere al partidului este Congresul național al Partidului Comunist din Vietnam. Organele de conducere regionale sunt adunările reprezentative corespunzătoare. Între cele două congrese, organul de conducere executivă este Comitetul Central, iar organele de conducere regională de execuție sunt comitetele de partid.
3. Un comitet regional trebuie să raporteze și să-și asume responsabilitatea în fața adunării partidului de la același nivel și a comitetelor de la nivelul inferior și superior. Acesta trebuie să raporteze periodic situația sa organelor de partid relevante și să efectueze critici și autocritici.
4. Membrii și organismele de partid trebuie să se supună rezoluțiilor partidului. Minoritatea trebuie să se supună majorității, organele de la nivelul inferior trebuie să se supună celor de la nivelul superior, individul trebuie să se supună întregii echipe, organele de partid trebuie să se supună Congresului Național și Comitetului Central.
5. Proiectul unei hotărâri poate fi adoptat numai dacă peste jumătate din membrii adunării respective îl aprobă. Înainte de vot, toți membrii adunării au dreptul de a dezbate și de a-și exprima propriile opinii. Membrii grupurilor minoritare au dreptul de a-și rezerva propriile opinii, dar trebuie să se supună pe deplin hotărârii partidului și nu au voie să boicoteze rezoluția. Organismele de conducere ale partidului ar trebui să efectueze o cercetare cu privire la opiniile minorităților și nu au voie să discrimineze membrii „minoritari”.
6. Organismele de partid au dreptul de a lua decizii în limitele autorității care le-a fost atribuită, însă deciziile nu au voie să încalce principiile și politicile generale ale partidului, legile statului, rezoluția organelor de partid de la nivelurile superioare.

## Laos
Partidul Revoluționar Popular din Laos, care guvernează națiunea laoțiană, aplică centralismul democratic. Structura organizațională centralizată și ierarhică a partidului se bazează pe centralismul democratic, conceput de Vladimir Ilici Lenin. Această structură implică faptul că organele inferioare ale partidului se supun deciziilor celor superioare, cum ar fi Comitetul Central. Aceasta presupune, de asemenea, interzicerea facțiunilor interne de partid. În cele din urmă, fiecare organ de decizie trebuie să se ghideze după principiul conducerii colective, un proces care pune accentul pe luarea deciziilor în mod colegial, în contrast cu poziția dominantă a unei singure persoane. Secretarul general al partidului Kaysone Phomvihane, în discursul la cel de-al 5-lea Congres al Partidului Revoluționar Popular, a declarat „că democrația partidului nostru este una centralizată. Prin urmare, trebuie să aplicăm cu strictețe principiul conform căruia minoritatea trebuie să cedeze în fața majorității; organizația conducătoare inferioară execută ordinele organizației conducătoare superioare. Întregul partid urmează Comitetul Central”.
Articolul 5 din Constituția Laosului prevede că statul și organizațiile sale „funcționează în conformitate cu principiul centralismului democratic”.